# Rodi Kratsa-Tsagaropoulou
Rodi Kratsa-Tsagaropoulou este un om politic grec, membru al Parlamentului European în perioada 1999-2004 din partea Greciei.
1. ↑  Deputații în Parlamentul European
2. ↑  Deputații în Parlamentul European